# Avanti c'è posto...
Pour plus de détails, voir Fiche technique et Distribution.
Avanti c'è posto... (litt. « Avancez, il y a de la place ! ») est une comédie romantique italienne réalisée par Mario Bonnard et sortie en 1942.
Le film, ainsi que Campo de' fiori, réalisé par Bonnard lui-même, a contribué à populariser Aldo Fabrizi en dehors des limites régionales dans lesquelles il s'était établi comme acteur de théâtre.

## Synopsis
La pauvre servante Rosella se fait voler, lors d'un trajet en trolleybus, l'argent du loyer qu'elle vient de recevoir de ses propriétaires. Ses malheurs ne s'arrêtent pas là puisque ces derniers ne la considèrent plus comme digne de confiance et la renvoient manu militari. Heureusement, la jeune fille reçoit l'aide inespérée d'un chef d'orchestre romain du nom de Cesare. Après l'avoir accompagnée au poste de police pour signaler le vol, Cesare tente de lui trouver un autre emploi de domestique. Mais lorsqu'elle rencontre Bruno, un chauffeur de trolleybus et ami du chef d'orchestre, Cesare comprend qu'il n'est pas destiné à l'amour de Rosella et n'a d'autre choix que d'organiser une dernière rencontre entre les deux jeunes gens avant que Bruno ne soit rappelé au front.

## Fiche technique
- Titre original italien : Avanti c'è posto...[2],[3] (litt. « Avancez, il y a de la place ! »[1])
- Réalisation : Mario Bonnard
- Scenario : Aldo Fabrizi, Federico Fellini, Cesare Zavattini, Piero Tellini
- Directeur de la photographie : Vincenzo Seratrice
- Montage : Maria Rosada (it)
- Musique : Giulio Bonnard (it)
- Décors : Giovanni Sarazani (it)
- Production : Giuseppe Amato
- Société de production : Cines
- Société de distribution : Ente nazionale industrie cinematografiche (it) (Italie)
- Pays de production :  Royaume d'Italie
- Langue originale : Italien
- Format : Noir et blanc - 1,37:1 - Son mono - 35 mm
- Durée : 82 minutes
- Genre : Comédie romantique
- Date de sortie :
  - Royaume d'Italie : 30 avril 1942

## Distribution
- Aldo Fabrizi : Cesare Montani
- Andrea Checchi : Bruno Bellini
- Adriana Benetti : Rosella
- Virgilio Riento : contrôleur
- Carlo Micheluzzi : Angelo Pandolin
- Jone Morino : le disparu
- Pina Gallini : la maîtresse de Rosella
- Gioconda Stari : Teresa
- Cesira Vianello : Cecilia Pandolin
- Arturo Bragaglia : Tullio
- Wanda Capodaglio : la logeuse de Cesare.
- Vinicio Sofia : porteur d'hôtel
- Giulio Battiferri : Pietro
- Olga Capri
- Enrico Luzi (en) : passager
- Giulio Calì : passager
- Giuseppe Ciabattini

## Production
Le film a été réalisé dans les studios de Cinecittà à Rome sur pellicule Ferrania Pancro C.6, enregistrement sonore RCA Photophone, développement et tirage S.A.C.I..
Le coscénariste, avec Fabrizi lui-même, Zavattini et Tellini, était ce « Federico » mentionné comme tel au générique, c'est-à-dire Federico Fellini. Il s'occupait à l'époque des dialogues de Fabrizi dans les avanspettacoli. Son amitié avec Fabrizi a été essentielle pour convaincre l'acteur romain d'accepter le rôle de Don Pappagallo dans Rome, ville ouverte (1945) de Roberto Rossellini.